# Герб Тосно
Герб Тосно, муниципального образования «Тосненское городское поселение» Тосненского района Ленинградской области является официальным символом муниципального образования.
Герб утвержден 17 мая 2016 года советом депутатов Тосненского городского поселения Тосненского района Ленинградской области.
Ранее на гербе Тосно был изображён башенный кран.

## Описание герба
В червленом (красном) и зелёном поле, скошенном слева, с серебряным верхним ельчато скошенным правым углом и волнисто скошенном нижним левым углом — две переплетенные золотые подковы в левую перевязь, две направленных друг от друга стрелы, положенные поверх и сообразно скошению поля.

## Символика
Согласно Приложению 1 к решению совета депутатов Тосненского городского поселения Тосненского района Ленинградской области от 17.05.2016 № 75:

Подкова — традиционный символ для города Тосно, используемый ещё с 1970-х годов на городской эмблеме — напоминает о ямщицкой станции на тракте Санкт-Петербург-Москва в историческом прошлом и ямщицкой слободе (известной с 1714 года, с 1935 года- городской поселок) — предшественнице современного города Тосно (городской статус с 01 февраля 1963 года).
На гербе две подковы с серебряными стрелами образуют аллегорические фигуры, напоминающие луки с выпущенными стрелами — напоминание о расположении города на шоссе Санкт-Петербург-Москва, между двумя крупнейшими городами страны. Наличие в городе железнодорожной станции Тосно на пути из Санкт-Петербурга в Москву. Ни днем, ни ночью не утихает движение на проспекте Ленина. По асфальтовой ленте шоссе Санкт-Петербург-Москва мчатся сотни грузовых и легковых автомашин. Через станцию Тосно ежедневно стремительно пролетают многочисленные поезда Москва-Санкт-Петербург. Стремительно проносящиеся через Тосненское городское поселение поезда и автомашины символизируют серебряные стрелы в подковах (аллегорические изображения двух луков). Исторически обслуживание железной дороги (железнодорожная станция Тосно была открыта в 1851 году, а с ростом и развитием города в 1964 году появилась станция Тосно II) и извоз давали устойчивый заработок жителям слободы и села Тосно. Две переплетенные подковы напоминают также, что город Тосно входит в состав одноимённого района (ведь подкова — на гербе Тосненского района). Современная территория Тосненского городского поселения до 01 августа 1927 года входила в две разные губернии:
1. Марьинская волость (волостное правление в деревне Андриянова (Марьино) Новгородского уезда Новгородской губернии;
2. Тосненская волость (волостное правление в слободе Тосно) Царскосельского уезда Санкт-Петербургской губернии.
Волнисто скошенный серебряный угол напоминает о первом упоминании в 1500 году в новгородской писцовой окладной книге деревни «Тосна Матуево на реце на Тосной».
Ельчато скошенный серебряный угол — природа края. В 1711—1712 гг. через леса, болота и реки проложенный по приказу Петра I тракт Санкт-Петербург-Москва. Почтовый путь Петербург-Москва учрежден 02 января 1711 года по указу Петра I.
Скошение на две условные части — исторически территория двух губерний (Санкт-Петербургской и Новгородской) и двух волостей.
В гербе использованы традиционные для символики района цвета (герба Тосненского района).
Червленый (красный) — символ труда, жизнеутверждающей силы, мужества, самоотверженности, праздника, красоты, солнца и тепла.
Зелёный — символ возрождения природы каждую весну, обилия зеленых насаждений в городе Тосно, просторов полей и лесов территории Тосненского городского поселения. В старину тосненские лесорубы сплавляли лес по рекам Тосне и Неве в Санкт-Петербург.
Серебряный — символ чистоты помыслов, духовности, искренности и добродетели.
Золотой — символ постоянства, прочности, солнечного света.